# Egas (Acaya)

Mapa de la antigua Acaya, con la posible ubicación sugerida de la ciudad de Egas.

Egas (en griego, Αἰγαί) fue una ciudad de Acaya en la Antigua Grecia. Era conocida por Homero, estaba a orillas del río Cratis y formó parte de las doce ciudades de la Liga Aquea.
Hacia el año 280 a. C., cuando se renovó la Liga Aquea, ya no aparece como una de las doce ciudades.
Estrabón menciona que en su época estaba deshabitada —en un pasaje dice que se había unido a Egira, pero en otro menciona que el antiguo territorio de la ciudad formaba parte de los dominios de Egio— y que en su territorio se ubicaba un templo de Poseidón. Pausanias menciona en su territorio un santuario de Gea con una antiquísima imagen de la diosa donde la sacerdotisa debía permanecer casta y anteriormente podía haber tenido relaciones con un solo hombre. Como prueba de estas cualidades, debía beber sangre de toro. También indica que se creía que el motivo del abandono de la ciudad había sido su débil posición.
Se desconoce su localización exacta pero se ha sugerido que estaba en la desembocadura del río Cratis, en las proximidades de la actual Akrata.